# Бременни
Бременни е испански филм от 2016 година на режисьорката Хуана Масиас, с участието в главните роли на Пако Леон, Александра Хименес и Кара Елехалде. Сниман е в баския град Сан Себастиан, Испания (Euskadi, España).

## Сюжет
Алина (Александра Хименес) смята, че вече е време да има деца, но Фран (Пако Леон), любимият ѝ, не е толкова наясно, тъй като всичко при него върви добре и не иска да го разваля. Когато гинекологът (Кара Елехалде) им съобщава, че ще имат проблеми при зачеването на дете, всичко се обърква. Тогава трябва да се вземат решения – Фран трябва да избира между това дали да стане баща или да бъде свободен, а Алина, между това да бъде майка, подлагайки се на изкуствено оплождане, или да продължи връзката си с Фран. Интелигентна комедия, със силни драматични моменти, която ни кара да се замислим за важните неща в живота.

## Актьорски състав
- Пако Леон – Фран
- Александра Хименес – Алина
- Кара Елехалде – Гинеколог
- Ернесто Севиля – Тито
- Алберто Амариля – Гилермо
- Аиноа Аиербе – Алма
- Гоисалде Нунес – Вероника
- Елиса Мулиа – Глория
- Белен Лопес – Тереса
- Гиомар Пуерта – Момиче с очила

## Отзиви
Веднага след излизането на филма, на сайта на испанския вестник El país е публикувана статията на Хавиер Окана, наречена „Чувства инвитро“.
„Почти шест години след дебюта си с прекрасния „Планове за утре“, Хуана Масиас има нов филм, „Бременни“, с който прави решителен завой от авторовата драма към драматичната комедия с по-комерсиални характеристики. Доста по-услужлив, но вероятно неизбежен вариант в наши дни. Но и вариант, който остава под очакванията, създадени от онзи стилен опит да пренесе на екрана емоциите и самотата на съвременната млада жена.
В „Бременни“ също присъства тази съвременност: в професиите, в поведението, в илюзиите, в разговорите, особено в тези около голямата тема на филма – трудностите на жените на около четиридесетгодишна възраст за постигане на споразумение с партньора на тема създаване на потомство и веднъж стигнали до тази точка, за постигането му във физически аспект. Но да говориш за съвремието, не означава, че не е възможно да се проявиш като традиционалист в лошия смисъл на думата – да обхванеш, без да притискаш, така че да няма основания за критика. Колкото по-неудържим става филмът, толкова по-неубедителен е, най-вече защото няма хумор в тази загуба на контрол (гърдите като оръжие на майчинството, описанието на любовната нощ със секси по-млада жена). И въпреки това, почти изненадващо, филмът намира най-силните си моменти в драмата, в дискусиите, в истинския проблем, а не в несъществените глупости. Моменти, които са изпълнени с истинността на текста и с великолепната игра на Александра Хименес."